# حرية الإدراك
حرية الإدراك هي التحرر من سيطرة السلطة على الوعي الفردي. فهي امتداد لمفاهيم حرية الفكر وامتلاك الذات. هذا، ويضع مركز حرية الإدراك والأخلاق غير الربحي الأمريكي، الذي أسسه ويديره عالم الأعصاب الأخلاقية الطبيب وري سنتنشيا والمنظر القانوني ريتشارد جلين بوار، تعريفًا لحرية الإدراك بأنها "حق كل فرد في التفكير تفكيرًا مستقلاً ومنفصلاً، وفي استخدام النطاق الكامل لعقله وأن يشترك في حالات الفكر المتعددة.”
الشخص الذي يتمتع بحرية المعرفة حر في تغيير وعيه باستخدام الأسلوب الذي يختار، ويشمل ذلك على سبيل المثال لا الحصر التأمل واليوجا والمؤثرات العقلية والصلاة وما إلى ذلك. فمثل هذا الشخص لا يُجبر مطلقًا أيضًا على تغيير وعيه ضد إرادته. ومن ثم، فمثلاً، لا يتمتع الطفل بحرية الإدراك عندما يجبر على تناول منبه الجهاز العصبي المركزي كشرط مسبق للذهاب إلى المدرسة العامة، وينطبق الأمر كذلك على الشخص الذي يُجبر على تناول أدوية مضادة الذهان حتى يكون أهلاً لحضور محاكمة، وكذلك الشخص الذي يواجه اتهامات جنائية وعقابًا نتيجة تغيير وعيه بتناول أدوية لتغيير المزاج.

## العلاقة مع حقوق الإنسان المعترف بها
حرية الإرداك ليست معترف بها كحق من حقوق الإنسان في أي معاهدة دولية لحقوق الإنسان. في حين نجد حرية الفكر معترف بها في المادة 18 من الإعلان العالمي لحقوق الإنسان، إلا أن حرية الفكر يمكن فصلها عن حرية الإدراك في أن الأولى تهتم بحماية حرية الفرد في التفكير في ما يحلو له، بينما تهتم حرية الإدراك بحماية حرية الفرد في التفكير كيف ما يحلو له. تسعى حرية الإدراك إلى حماية حرية الفرد في تحديد حالته العقلية وأن يكون متحررا من التحكمات الخارجية على حالته العقلية، بدلا من مجرد حماية محتوى تفكير الأفراد. تم اقتراح أن انعدام حماية حرية الإدراك في وسائل وآليات حقوق الإنسان السابقة كانت بسبب الغياب النسبي للتقنية القادرة على التدخل بصورة مباشرة مع التحرر العقلي في وقت تكوين معاهدات حقوق الإنسان. ولأنه كان يتم اعتبار العقل البشري لا يمكن اختراقه بالتلاعب المباشر أو التحكم أو التغيير، فقد اعتبروا أنه من غير الضروري حماية الأفراد من التدخلات العقلية غير المطلوبة. إلا أنه ومع التقدم الحديث في العلوم العصبية وفي توقع تطورها المستقبلي، ظهرت فكرة أن مثل هذه الحماية أصبحت ضرورة ملحة.
يمكن اعتبار حرية الإدراك كامتداد أو كتحديث لحرية التفكير كما فهمناها تقليديا. علينا الآن أن نفهم حرية التفكير بأنها تشمل حق تحديد الحالة العقلية للفرد بالإضافة إلى محتوى ما يفكر فيه. إلا أنه قد علق البعض بأن حرية الإدراك هي جزء داخلي مُضمن من إطار حقوق الإنسان العالمية، حيث أن المبدأ وراء حقوق الحق في التفكير والتعبير والدين. الحرية في التفكير بأي طريقة يختارها الفرد هي «شرط ضروري لكل هذه الحريات». جادل كل من دانيال ووترمان وكيسي ويليام هاردسون أن حرية الإدراك هي أساس لحرية التفكير لأنها تشمل القدرة على امتلاك أنواع معينة من التجارب، بما في ذلك حق تجربة الحالات العقلية المتغيرة أو غير الطبيعية. اقترح البعض أيضا أن يتم اعتبار حرية الإدراك كجزء من الكرامة المُضمنة للبشر كما تنص المادة الأولى في الإعلان العالمي لحقوق الإنسان.
إلا أن معظم مناصري حرية الإدراك يتفقون على أن حرية الإدراك لا بد من الاعتراف بها كحق من حقوق الإنسان من أجل توفير حماية التحرر الإدراكي بصورة كافية.

## الاعتراف القانوني

### في الولايات المتحدة
قدم ريتشارد غلن بوار من مركز حرية الإدراك والأخلاق مختصرا للمحكمة العليا للولايات المتحدة في قضية سيل ضد الولايات المتحدة، والذي فحصت فيه المحكمة العليا ما إذا كان للمحكمة السلطة الكافية للحكم بتطبيق أدوية مضادات الذهان إجبارا على الفرد الذي رفض أخذها، بغرض جعله قادرا على الوقوف أمام المحكمة.

### في المملكة المتحدة
في قضية هاردسون -المتهم بثمانية قضايا بسبب إساءة استخدام قانون الأدوية لعام 1971 بالإضافة إلى إنتاج ثنائي مثيل التربتامين وثنائي إيثيل أميد حمض الليسرجيك- ادعى أن حرية الإدراك تحميها المادة التاسعة من الاتفاقية الأوروبية لحقوق الإنسان. جادل هاردسون أن «تشكل سطوة الفرد على بيئته الداخلية الأصل الفعلي لما يعنيه أن تكون حرا»، وأن الأدوية النفسية هي طريقة قوية لتغيير العملية العقلية للفرد، وأن منعها بسبب قانون الأدوية هو اعتراض للمادة التاسعة. إلا أن المحكمة لم توافق حيث اعتبرت حجج هاريسون «دفاعا اقترانيا» وأنه يعتمد على الاتفاقية الوحيدة للمخدرات، وأن قضية تايلور السابقة تنفي حق هاريسون في اللجوء إلى المحكمة. حُكم على هاريسون بأنه مذنب وحُكم عليه بعشرين سنة سجن، إلا أنه خرج من السجن في 29 مايو 2013 بعد تسع سنوات في السجن.